# Maxera laportei
Maxera laportei is een vlinder uit de familie spinneruilen (Erebidae). De wetenschappelijke naam is voor het eerst geldig gepubliceerd in 1979 door Viette.
De soort komt voor in tropisch Afrika.